# Tineobius seyrigi
Tineobius seyrigi is een vliesvleugelig insect uit de familie Eupelmidae. De wetenschappelijke naam is voor het eerst geldig gepubliceerd in 1936 door Ferrière.